# Germain (Vorname)
Germain
Audioⓘ ist ein männlicher Vorname. Die weibliche Form lautet Germaine.

## Herkunft und Bedeutung
Germain ist die französische Form des Vornamens German.

## Namensträger
- Germain Bazin (1901–1990), französischer Kunsthistoriker
- Germain Boffrand (1667–1754), französischer Baumeister und Innenarchitekt (Rokoko)
- Germain Chardin (* 1983), französischer Ruderer
- Germain Debré (1890–1948), französischer Architekt u. a. von Synagogen in Paris
- Germain Gigounon (* 1989), belgischer Tennisspieler
- Germain Henri Hess (1802–1850), schweizerisch-russischer Chemiker und Mineraloge
- Germain Ifedi (* 1994), US-amerikanischer American-Football-Spieler
- Germain Lefebvre (Sänger, 1889) (1889–1946), kanadischer Sänger, Chorleiter und Musikpädagoge
- Germain Lefebvre (Sänger, 1924) (1924–2008), kanadischer Sänger und Chorleiter
- Germain Metternich (1811–1862), Aktivist des Vormärz und der Deutschen Revolution 1848/49
- Germain Muller (1923–1994), elsässischer Kulturpolitiker sowie Kabarettist, Dichter und Theaterautor
- Germain Pilon (* um 1537; † 1590), französischer Bildhauer der Renaissance
- Germain Sanou (* 1992), Fußballspieler aus Burkina Faso
- Germain Vaillant de Guélis, auch lateinisch Germanus Valens Guellius (1517–1587), Bischof von Orléans und Vergilinterpret
- Germain Wagner (* 1956), luxemburgischer Schauspieler
- Louis Germain David de Funès (1914–1983), französischer Schauspieler und Komiker